# 未熟
| ウィキペディアには「未熟」という見出しの百科事典記事はありません（タイトルに「未熟」を含むページの一覧/「未熟」で始まるページの一覧）。 代わりにウィクショナリーのページ「未熟」が役に立つかもしれません。 |